# Вольтерра
Вольте́рра (итал. Volterra [volˈtɛrːa], лат. Volaterrae, Volaterra, Vultera, Vulterra, этр. Velathri, Vlathri) — коммуна и город в провинции Пиза, в итальянской области Тоскана, к северо-западу от Сиены. 
Население коммуны, на 01.01.2024 года, составляет 9484 человека, плотность населения ─ 37,54 чел./км². Коммуна занимает площадь 252,64 км².
Город расположен на вершине высокого холма, в 50 км к юго-востоку от Пизы и в 52 км к юго-западу от Флоренции. Вольтерра находится на автомобильной дороге SR68, близ города — конечная станция железнодорожной ветки от Чечины.
Покровителями коммуны почитаются святые Иуст и Климент, празднование 5 июня.

## История
Поселение на месте нынешнего города существовало ещё в эпоху железного века. Вольтерра (этр. Velathri) был одним из главных политических центров этрусков, входя в число двенадцати городов этрусской конфедерации. Рост города, окружённого бедными почвами, не позволявшими возделывать привычные для этих мест культуры (виноград, оливы), подпитывался за счёт богатых минеральных ресурсов окрестностей. Здесь добывали серу, железо, свинец, алебастр, соль, квасцы и др., осуществляя выгодную торговлю с греками и карфагенянами. Наибольшего расцвета этрусское поселение достигло в V—IV веках до н. э., именно к этому периоду относится строительство городских стен.
При вторжении в Италию Ганнибала (Вторая Пуническая война) жители Вольтерры выступили на стороне Рима. Во время войн сулланцев и марианцев им было предоставлено римское гражданство. В ходе Союзнической войны 91—88 годов до н. э. город принял сторону италиков, за что был осаждён и разграблен Луцием Корнелием Суллой.
Несмотря на упадок ряда рудников, окружавших город, Средние века Вольтерра пережила неплохо. Вольтерра считается родиной папы Льва Великого (390—461). Городу покровительствовали лангобарды, и на время он даже стал столицей их государства. Управление в средневековой Вольтерре находилось в руках епископов, зачастую конфликтовавших с растущим «средним классом», а с XII века город управлялся гражданами как свободная коммуна. Долгое время Вольтерра отстаивала независимость от флорентийцев, принимая участие в многочисленных конфликтах между гвельфами и гибеллинами. В 1361 году город всё-таки перешёл к роду Медичи и с той поры разделял политическую судьбу Флоренции.
Завоевав Вольтерру, флорентийцы довольствовались ежегодным налогом и правом назначать главу местной полиции, но это продолжалось лишь до «квасцового дела» 1470-х годов: конфликта вокруг квасцового месторождения на городских землях, которое стремился прибрать к своим рукам Лоренцо Медичи. После выступлений горожан Вольтерра была осаждена флорентийцами и после месячной осады разграблена, а 40 именитых горожан были казнены. Вольтерра перешла в полное владение Флорентийской республики, а все вольности были упразднены.
Начиная с 1400-х годов в окрестностях города вновь стало расширяться горняцкое дело. Многие рудники, закрытые с римских времён, начали разрабатываться вновь. Вольтерра стала ведущим европейским центром по добыче и обработке алебастра, славясь этим ремеслом и по сей день.

## Достопримечательности
Важнейшим памятником этрусского прошлого Вольтерры, во многом определяющим облик города, являются хорошо сохранившиеся городские стены и несколько ворот (изначально стены были выстроены IV в. до н. э., частью обновлены римлянами в I в. до н. э., восстановлены и построены в XIII веке, к этому же времени относится строительство большинства сохранившихся до наших дней ворот). Здесь выделяются стоящие на въезде в город древние Арочные ворота (Porta all′Arco) с тремя базальтовыми головами, скорее всего олицетворящими этрусских или древнеримских богов, Каменные ворота (Porta a Selci), Ворота Марколи (Porta Marcoli), Ворота святого Феликса (Porta San Felice) и др. Среди других свидетельств этрусского прошлого Вольтерры — некрополи и более 600 погребальных урн. Остатки этрусских построек доступны для осмотра в Археологическом парке (Parco Archeologico Enrico Fiumi). О древнеримском периоде в жизни города напоминают открытый раскопками 1950-х годов хорошо сохранившийся театр времён республики и бани I в. до н. э.. В 2015 году были обнаружены руины амфитеатра, построенного в первой половине I в.. По оценкам археологов, амфитеатр вмещал до 10 тыс. зрителей.
Главной достопримечательностью Вольтерры считается площадь деи-Приори — одна из замечательнейших в Италии. На ней стоят готический дворец городского совета (Palazzo dei Priori), построенный в 1208—1257 годах, старейший в Тоскане. По его образцу строился флорентийский Палаццо Веккьо и большинство аналогичных в регионе, Палаццо Преторио (Palazzo Pretorio) с древней башней, Палаццо Деманьяле (Palazzo Demaniale). 
Сюда же, на площадь, задней частью выходит построенный в романском стиле собор (Duomo), освящённый в 1120 году в честь Вознесения Девы Марии, который многократно обновлялся и ныне изобилует произведениями флорентийских художников кватроченто. Баптистерий построен в 1283 году (купол над ним возведён в XVI столетии), замок Медичи — в 1343 году (расширен в 1472 году).
Этрусское наследие Вольтерры ныне собрано в Этрусском музее имени Гварначчи. Помимо этого, в городе есть музей сакрального искусства (находится в епископском дворце), музей алебастра, Городская пинакотека (наиболее примечательная работа — маньеристское «Снятие с креста» Россо Фьорентино, 1521 год).
Посетивший Вольтерру в начале XX века русский путешественник П. П. Муратов оставил следующее свидетельство об этих местах:
Вольтерра — темный, угрюмый в своей крайней древности город. Он выстроен весь громоздко и тяжело. Дикие горные крестьяне в плащах из грубого сукна толпятся на его улицах в дни базаров и праздников. В облике их чудится что-то не итальянское, что укрылось от благодетельных переплавлений Ренессанса и сохранило в целости черты сказочно древней расы. Вольтерра — один из этрусских городов, и, даже если бы в нем не было замечательного музея древностей и превосходно сохранившихся стен, он по самому духу своему оставался бы одним из явственнейших свидетельств об этой загадочной нации. Её палаццо деи Приори, её пьяцца Маджоре, её сохранившиеся в большом количестве башни, её уцелевшие во множестве зубцы на дворцах и бойницы в стенах являют редкое по живописности зрелище. Все то, что утрачено в исчезнувших кварталах старой Флоренции, путешественник найдет здесь.

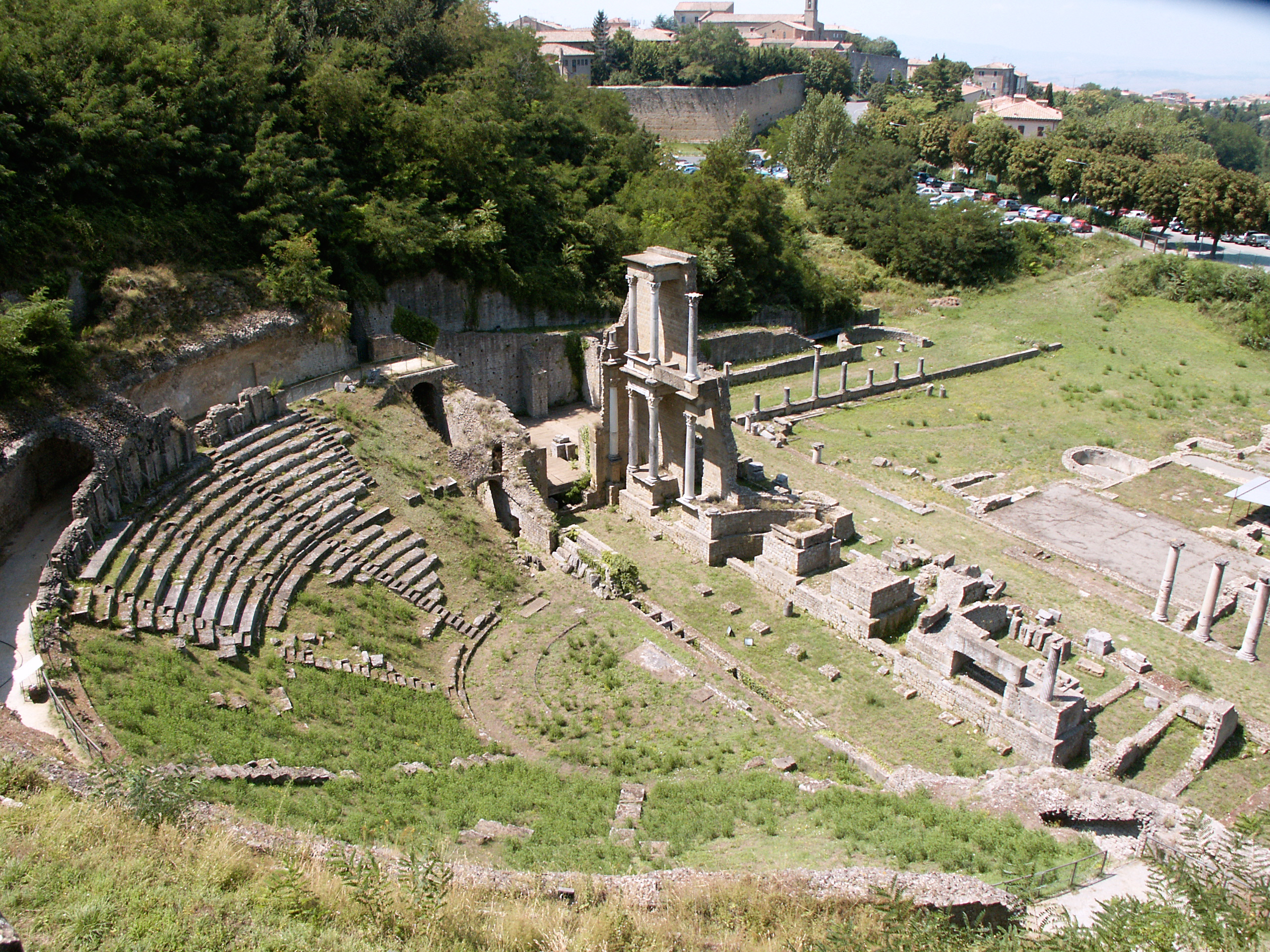
Руины древнеримского театра
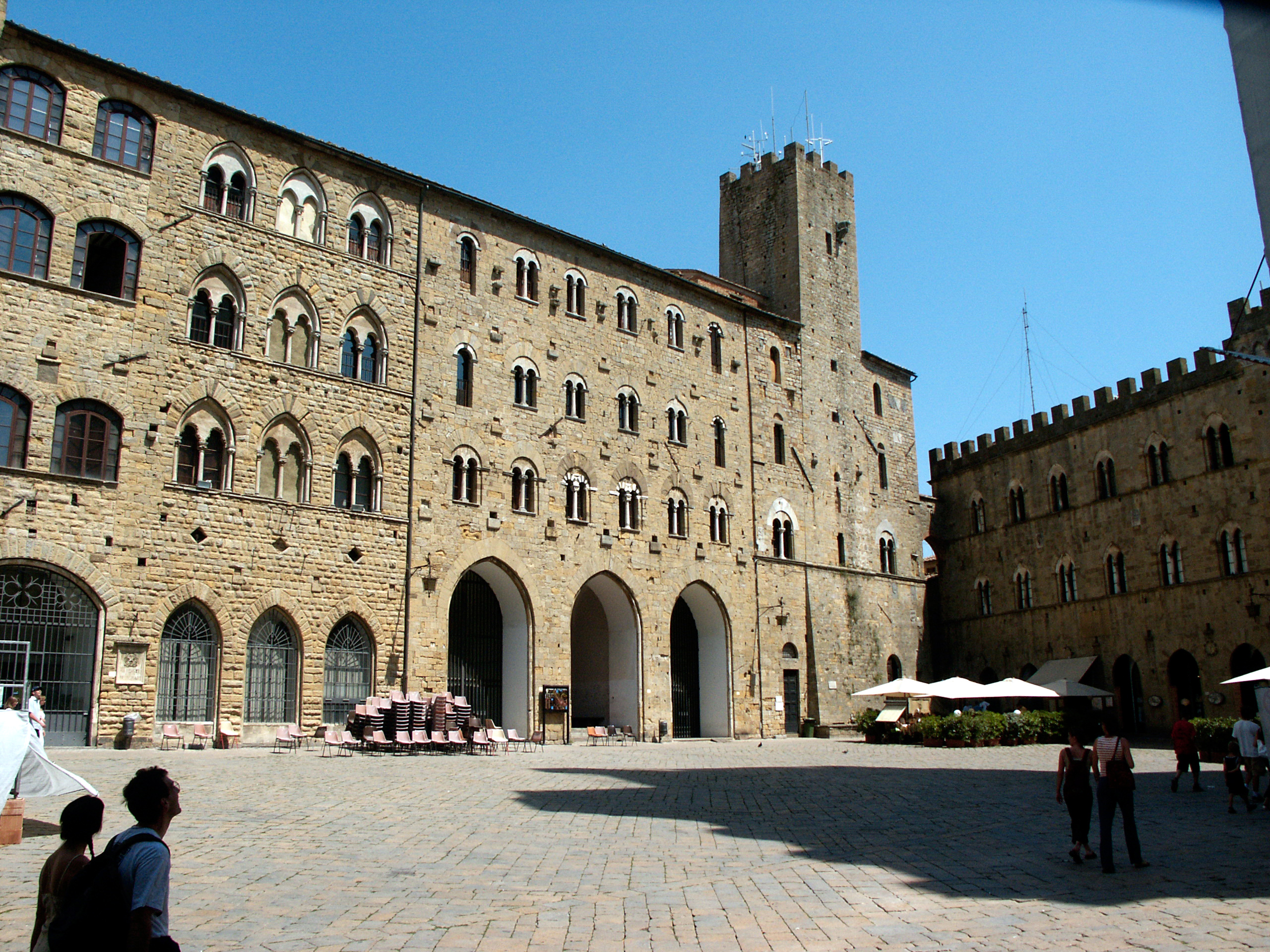
Дворец городского совета
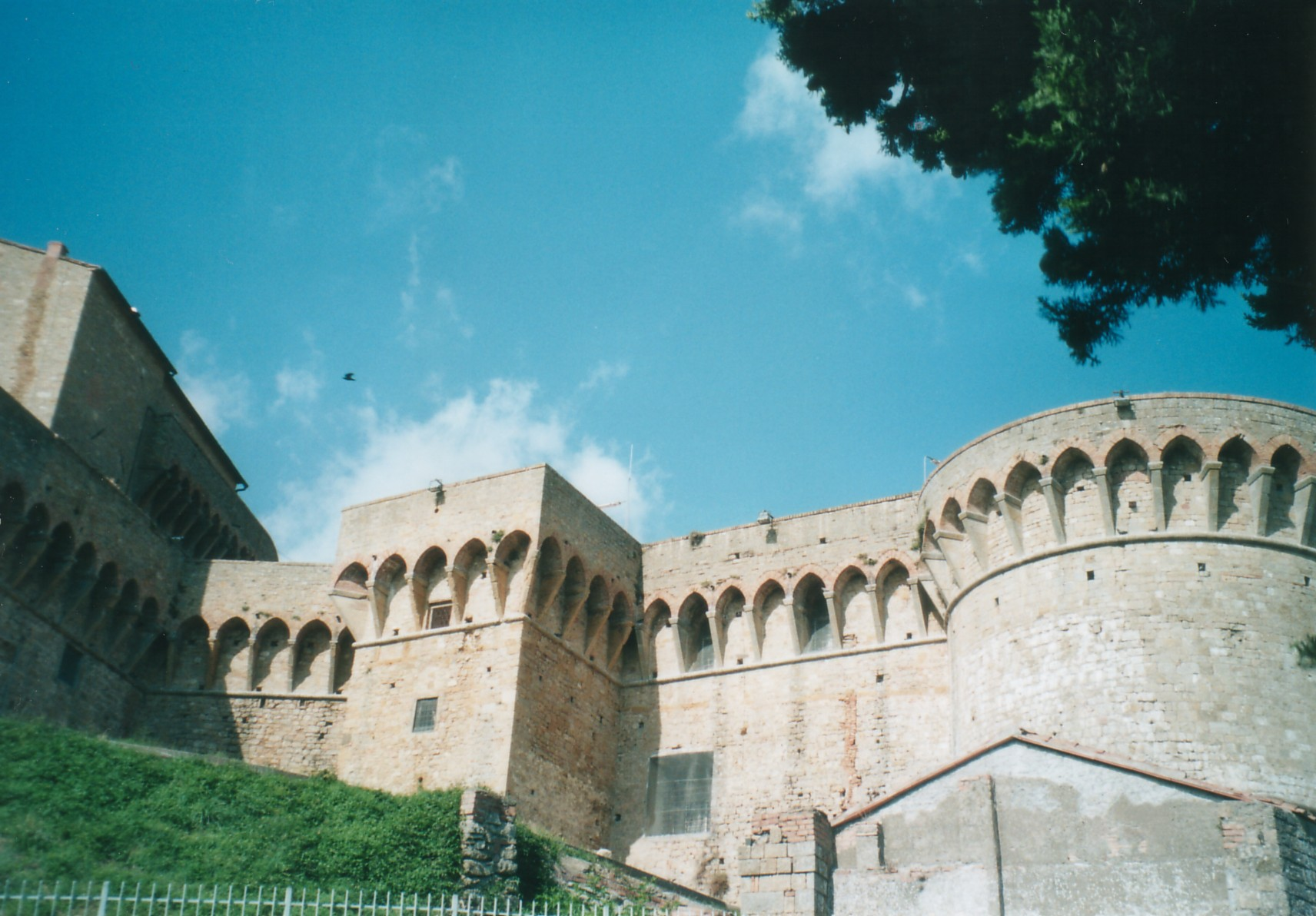
Замок
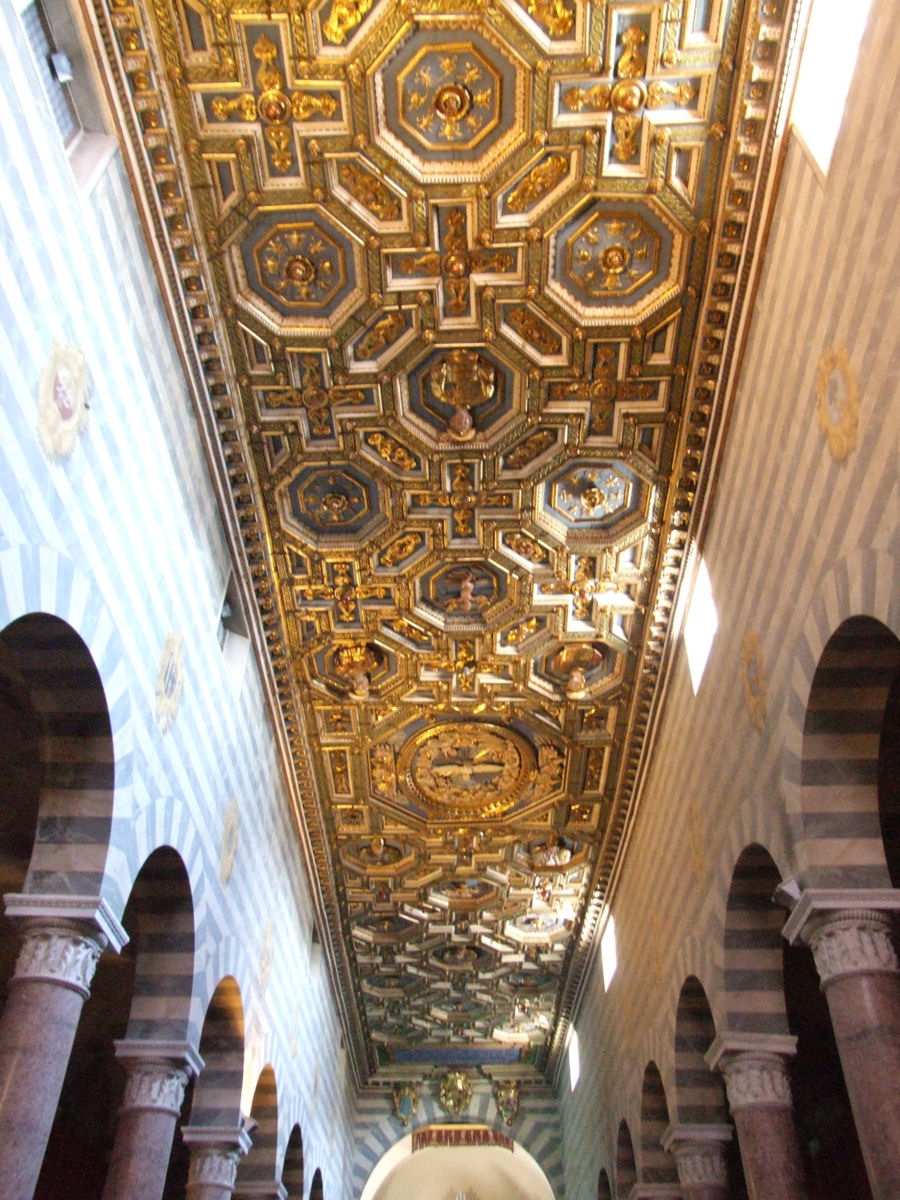
Потолок собора

## Культура
Важнейший городской фестиваль — проходящий в начале июня военный турнир Gioco delle Contrade; также летом проводятся театральный и джазовый фестивали.

## Персоналии
- Маффеи, Рафаэлло (1451—1522) — итальянский гуманист, богослов, энциклопедист и историк.

## Города-побратимы
- Манд (Франция)
- Вунзидель (Германия)